# La Courneuve
La Courneuve és un municipi francès, situat al departament de Sena Saint-Denis i a la regió de l'Illa de França. L'any 1999 tenia 35.310 habitants.
Forma part del cantó de La Courneuve i del districte de Saint-Denis. I des del 2016, de la divisió Plaine Commune de la Metròpoli del Gran París.